# I Know Why/Chattanooga Choo Choo
I Know Why/Chattanooga Choo Choo è un 78 giri di Glenn Miller & His Orchestra con Tex Beneke, Paula Kelly ed i Modernaires.

## Il disco
Le due canzoni vennero incise da Glenn Miller con la sua orchestra nel 1941; il disco fu pubblicato nello stesso anno dalla Bluebird Records, etichetta di proprietà della RCA Records.
Il brano raggiunse la prima posizione nella Billboard Hot 100 per nove settimane.
In soli tre mesi il 78 giri vendette un milione di copie, e per celebrare l'evento Glenn Miller ricevette dalla sua casa discografica un disco, simile a un 78 giri, dipinto d'oro: il primo disco d'oro della storia..
Nel 1991 vince il Grammy Hall of Fame.

## I Know Why
I Know Why è una canzone scritta da Harry Warren e Mack Gordon nel 1941 e interpretata da Glenn Miller per la colonna sonora del film Sun Valley Serenade con Sonja Heine e John Payne.

## Chattanooga Choo Choo
Anche Chattanooga Choo Choo è stata scritta da Warren e Mac Gordon per il film  Sun Valley Serenade; tra le due canzoni è quella più conosciuta.
Nello stesso anno la registrazione di Chattanooga Choo Choo di Glenn Miller e la sua Orchestra fu inserita nella Hall of Fame Grammy.
Esiste una versione in italiano cantata da Vittorio Belleli con il testo in italiano di Devilli e intitolata Il treno della neve, reinterpretata dalle Sorelle Marinetti inserita nell'album del 2010 Signorine novecento, (Atlantic, 5051865974321).